# Матвеевский сельсовет (Башкортостан)
Матвеевский сельсовет — муниципальное образование в Кушнаренковском районе Башкортостана.
Административный центр — деревня Старобаскаково.

## История
Согласно Закону о границах, статусе и административных центрах муниципальных образований в Республике Башкортостан имеет статус сельского поселения.

## Население
| 2002 | 2009  | 2010 | 2012 | 2013 | 2014 | 2015 |
| ---- | ----- | ---- | ---- | ---- | ---- | ---- |
| 1078 | ↘1070 | ↘956 | ↘937 | ↗942 | ↗949 | ↘925 |
| 2016 | 2017  | 2018 |      |      |      |      |
| ↘917 | ↗932  | ↗942 |      |      |      |      |

## Состав сельского поселения
| № | Населённый пункт | Тип населённого пункта          | Население |
| - | ---------------- | ------------------------------- | --------- |
| 1 | Старобаскаково   | деревня, административный центр | ↘301      |
| 2 | Бардовка         | село                            | ↘339      |
| 3 | Якупово          | деревня                         | ↘130      |
| 4 | Матвеево         | село                            | ↗106      |
| 5 | Ямское           | деревня                         | ↘80       |

До декабря 1986 года в состав сельсовета входило село Васильево, исключенная из учетных данных Указом Президиума ВС Башкирской АССР от 12.12.1986 N 6-2/396 «Об исключении из учетных данных некоторых населенных пунктов»).